# Daniel Cordero
Daniel Humberto Cordero Hernandez, född 5 maj 1974 i Chile, är en svensk musiker.
Daniel Cordero var med och startade banden LOK och Lillasyster. Tidigare spelade han bas i Lillasyster, Rallypack och In a pigs eye. Idag spelar Daniel Cordero bas i LOK som återförenade 2019.